# Movimiento Primero de Marzo

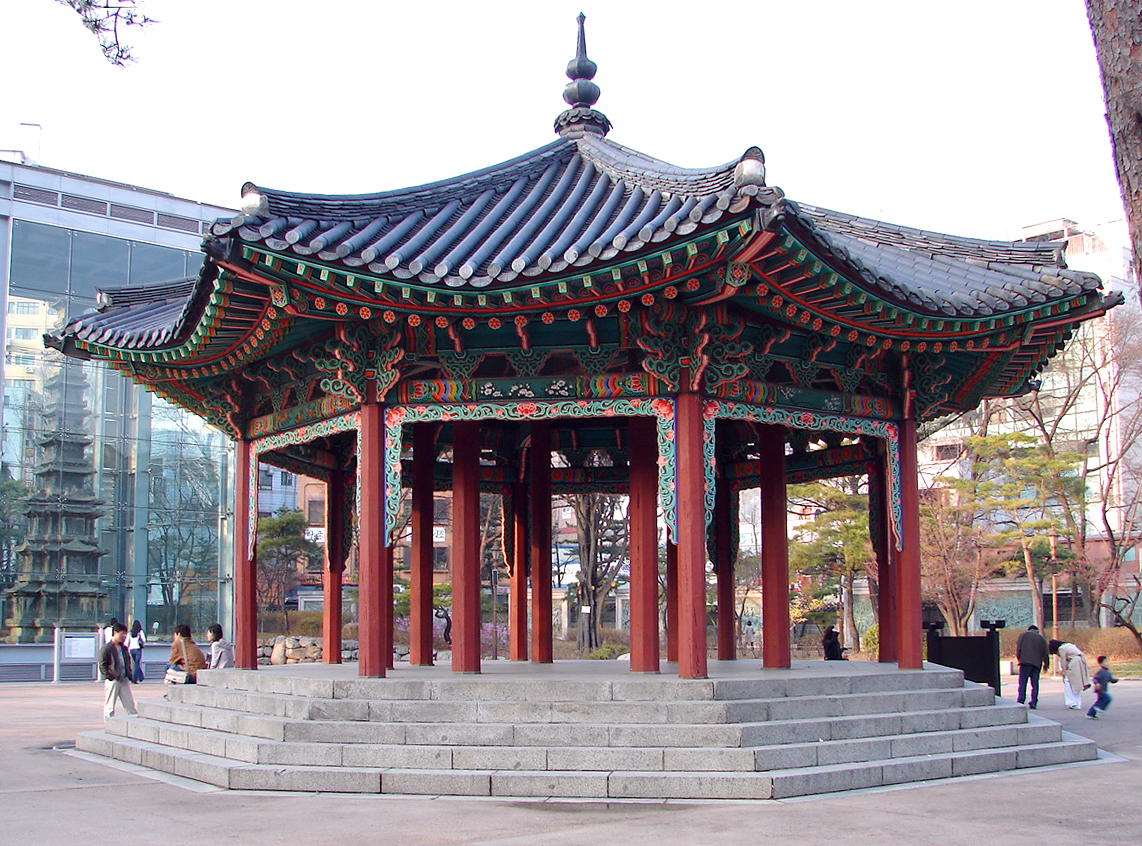
Lugar donde se redacto la independencia de Corea en el parque Tapgol

El Movimiento Primero de Marzo o Movimiento de Independencia del Primero de Marzo o también Movimiento Samil (coreano: 삼일 운동; hanja: 三一 運動) fue uno de los primeros movimientos de resistencia en Corea contra la ocupación japonesa. Movimiento Samil significa literalmente «movimiento tres-uno», en referencia al primero de marzo de 1919, día en que el evento ocurrió. Este día es festivo en Corea del Sur.

## Origen del movimiento
El movimiento se desarrolló en 1905, y se originó internamente en Corea para resistir la tiranía de Japón en sus asuntos militares durante la ocupación, y externamente debido a las propuestas realizadas por el presidente estadounidense Woodrow Wilson denominadas Catorce Puntos. Luego de escuchar el discurso del presidente estadounidense, un grupo de estudiantes coreanos en Tokio leyeron un documento anunciando la libertad para el pueblo coreano.

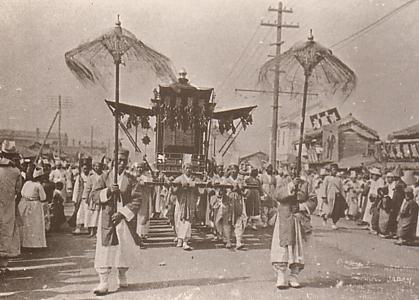
El funeral de Gojong.

El 21 de enero de 1919, tuvieron lugar las honras fúnebres del emperador coreano Gojong, y el pueblo acompañó el cortejo y existen dudas de si su muerte se trató realmente de suicidio ya que los japoneses en 1895 ya habían intentado asesinar a Gojong y al príncipe heredero del palacio Deoksugung.
El primero de marzo de 1919, a las 2 de la tarde, 33 activistas establecieron la Declaración de la Independencia que fue escrita por el historiador Choi Nam-seon.

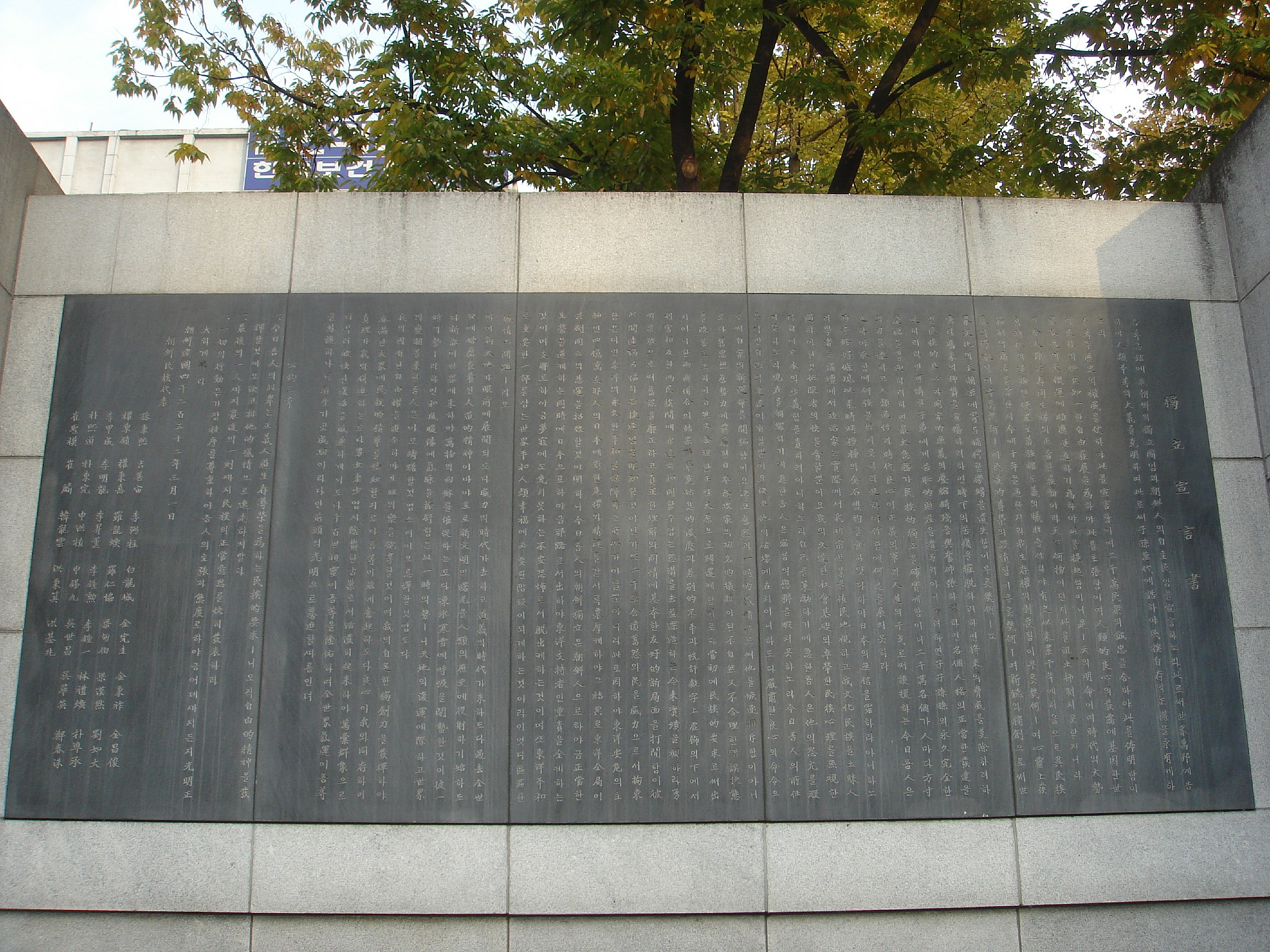
Monumento al Movimiento Samil.

Los activistas hicieron un plan para movilizarse en el parque Tapgol, en el centro de Seúl y luego la declaración fue enviada al Gobernador General de Corea.

## Consecuencias
En Seúl, los ciudadanos coreanos empezaron a participar en manifestaciones a lo largo del país. Cómo la participación en las movilizaciones se extendía rápidamente, los militares japoneses intentaron aplacar las movilizaciones provocando la masacre de hasta 7000 coreanos. Por ejemplo, en la aldea Jeam-ri, los militares reunieron a 23 habitantes en una iglesia y le prendieron fuego además realizaron fusilamientos.
Casi 2 000 000 de coreanos participaron de alguna manera en más de 1500 manifestaciones, en respuesta a la violencia provocada por las fuerzas de ocupación japonesas.
En el libro de historia, "La historia de Sangre: el movimiento de resistencia coreano" (en Hangul:한국독립운동지혈사, en Hanja:韓國獨立運動之血史) describió que se asesinó 7590 personas, hubo 15 849 heridos y 46 303 detenidos. Otros datos indican que murieron 23 000 personas y 47 000 fueron arrestadas. Un documento japonés indica que 7979 perecieron hasta finales de mayo en 1919.